# Blastoise
Blastoise (japanski: カメックス Kamekkusu) jedan je od 1025 fiktivnih vrsta Pokémona iz medijske franšize Pokémon, skupa Pokémon videoigara, animiranih serija, manga stripova, knjiga, igraćih karata i drugih medija kojima je tvorac Satoshi Tajiri. Svrha je Blastoisea u videoigrama, animiranoj seriji i manga stripovima, kao i svrha ostalih Pokémona, borba s divljim Pokémonima – neukroćenim stvorenjima koje igrači i likovi pronalaze dok kreću na razne avanture – i pripitomljenim Pokémonima drugih Pokémon trenera.

## Etimologijaimena
Blastoiseovo je ime kombinacija engleskih riječi "blast" = mlaz vode, i "tortoise" = kornjača. 
Njegovo japansko ime, Kamex, kombinacija je japanske riječi "kame" = kornjača, i engleske riječi "extra" = dodatak.

## Pokédex podaci
- Pokémon Red/Blue: Opak Pokémon s vodenim mlaznicama pod pritiskom na oklopu. Koristi ih za obaranja visoke brzine.
- Pokémon Yellow: Kada nacilja neprijatelja, ispaljuje vodu silovitije od vatrogasnih cijevi.
- Pokémon Gold: Namjerno se ukoči kako bi se odupro protusili ispaljene vode iz svojih mlaznica.
- Pokémon Silver: Raketobacači na njegovom oklopu ispaljuju vodu sposobnu probušiti rupe u čeliku.
- Pokémon Crystal: Čvrsto se usađuje u tlo prije ispaljivanja vode iz mlaznica na svojim leđima.
- Pokémon Ruby/Sapphire: Blastoise ima vodene mlaznice koje izlaze iz njegovog oklopa. Sposoban je njima ispaljivati metke vode s dovoljnom preciznošću da pogodi prazne limenke s udaljenosti od 50 metara.
- Pokémon Emerald: Mlaznice koje izlaze iz njegovog oklopa izuzetno su precizne. Metci vode koji su iz njih ispaljeni mogu precizno pogoditi limenke na udaljenosti od 50 metara.
- Pokémon FireRed: Gnječi protivnika ispod svog teškog tijela izazivajući onesviješćivanje. Povlači se u oklop kada je u škripcu.
- Pokémon LeafGreen: Vodene mlaznice pod pritiskom na oklopu ovog Pokémona koriste se za obaranja visokim brzinama.
- Pokémon Diamond/Pearl/Platinum: Mlazovi vode iz mlaznica na njegovom oklopu mogu probiti čvrsti čelik.

## U videoigrama
Blastoise je neprisutan u divljini unutar svih Pokémon videoigara. Jedini način dobivanja Blastoisea jest razvijanje Wartortlea nakon dostizanja 36. razine. Wartortle se zauzvrat razvija iz Squirtlea, koji je jedan od ponuđenih početnih Pokémona unutar igara Pokémon Red i Blue, Pokémon LeafGreen i FireRed, a moguće ga je dobiti i u gradu Vermilionu u igri Pokémon Yellow.

## Tehnike
| Prirodne tehnike             | Prirodne tehnike | Prirodne tehnike |
| ---------------------------- | ---------------- | ---------------- |
| Tehnika                      | Vrsta tehnike    | Razina           |
| Blještavi top (Flash Cannon) | Čelični          |                  |
| Obaranje (Tackle)            | Normalni         |                  |
| Zamah repom (Tail Whip)      | Normalni         |                  |
| Mjehurići (Bubble)           | Vodeni           |                  |
| Povlačenje (Withdraw)        | Vodeni           |                  |
| Vodeni pištolj (Water Gun)   | Vodeni           |                  |
| Ugriz (Bite)                 | Mračni           |                  |
| Brza vrtnja (Rapid Spin)     | Normalni         |                  |
| Zaštita (Protect)            | Normalni         |                  |
| Vodeni puls (Water Pulse)    | Vodeni           |                  |
| Vodeni rep (Aqua Tail)       | Vodeni           |                  |
| Udarac glavom (Skull Bash)   | Normalni         | 39               |
| Ples kiše (Rain Dance)       | Vodeni           | 46               |
| Vodena crpka (Hydro Pump)    | Vodeni           | 53               |

## Statistike
| HP:      | 79  |  |
| Attack:  | 83  |  |
| Defense: | 100 |  |
| Special: | 85  |  |
| SpAtk:   | 85  |  |
| SpDef:   | 105 |  |
| Speed:   | 78  |  |

Statistika Special korištena je samo tijekom prve generacije; kasnije je podijeljenja na Special Attack i Special Defense statistike.

## U animiranoj seriji
Blastoise je prvi put viđen na Otoku divovskih Pokémona, iako se kasnije ispostavilo da je to bio samo robot. Prvi "stvarni" Blastoise pojavio se u epizodi "Beach Blank-Out Blastoise", kao vođa plemena Wartortlea i Squirtlea. 
Blastoise se naposljetku pokazao kao završni oblik početnog Pokémona Garyja Oaka tijekom Johto lige u Silver konferenciji za Pokémon trenere. 
Blastoise je Pokémon kojeg posjeduje Cissy, jedna od Vođa dvorana na Orange otocima, kao i Brockova majka Lola, koja je Pokémon dvoranu grada Pewtera pretvorila u dvoranu Vodenih Pokémona dok ju Brock nije pobijedio kako bi povratio nekadašnji status dvorane Kamenih Pokémona (u epizodama Pokémon kronika). 
Još jedan Blastoise (koji biva kloniran od strane Mewtwoa) pojavio se u prvom Pokémon filmu, Mewtwo Strikes Back, uz "pravog" Blastoisea, nadimka Shellshocker, koji je pripadao trenerici Neeshi, pozvanoj u Mewtwow dvorac. 
U Hoenn regiji, Blastoise je viđen u Pokémon izložbi grada Verdantrufa, a Ash i prijatelji prisustvovali su evoluciji Wartortlea u Blastoisea na obali grada Lilycovea.